# Amalfi Sportscars
Amalfi Sportscars war ein britischer Hersteller von Automobilen.

## Unternehmensgeschichte
Paul Sparrow gründete 1994 das Unternehmen. Als Standort sind sowohl Basingstoke in der Grafschaft Hampshire als auch Newport in Monmouthshire (Wales) genannt. Er begann mit der Produktion von Automobilen und Kits unter dem Markennamen Amalfi. 1997 folgte der Umzug nach Ammanford in Carmarthenshire. 2000 wurde der Betrieb eingestellt. Es entstanden wahrscheinlich zwei Exemplare.

## Fahrzeuge
Das erste Modell war der Passero. Er ähnelte dem Lamborghini Countach, war allerdings 33 cm kürzer und 13 cm schmaler. Ein Spaceframe-Rahmen bildete die Basis. Für den Antrieb standen Vierzylindermotoren vom Fiat X 1/9 und Lancia Beta zur Wahl. Besonderheit waren sechs Frontscheinwerfer, die als Klappscheinwerfer ausgelegt waren.
1997 entfiel der Modellname Passero. Der überarbeitete Rahmen war nun für die Radaufhängungen vom Ford Granada und Ford Scorpio ausgelegt. Einer der Käufer war Larry Webb.